# Stazione di Acerra
Stazione di Acerra vasútállomás Olaszországban, Acerra településen.

## Vasútvonalak
Az állomást az alábbi vasútvonalak érintik:
- Róma–Cassino–Nápoly-vasútvonal

## Kapcsolódó állomások
A vasútállomáshoz az alábbi állomások vannak a legközelebb:
- Stazione di Cancello
- Stazione di Casalnuovo (RFI)